# Park Tae-joon
Det här är en artikel om en person med koreanskt personnamn; Park är familjenamnet.
Park Tae-joon, född 6 juni 2004, är en sydkoreansk taekwondoutövare.

## Karriär
I juni 2022 tog Park guld i 54 kg-klassen vid asiatiska mästerskapen i Chuncheon efter att ha besegrat jordanske Loai Ihmedan i finalen. I oktober 2022 tog han guld i 58 kg-klassen vid Grand Prix i Manchester efter att ha besegrat tunisiske Mohamed Khalil Jendoubi i finalen.
I juni 2023 tog Park guld i 54 kg-klassen vid VM i Baku efter att ha besegrat spanske Hugo Arillo i finalen. I oktober 2023 tog han brons i 58 kg-klassen vid Grand Prix i Taiyuan.
Vid olympiska sommarspelen 2024 i Paris tog Park guld i 58 kg-klassen efter att ha besegrat azeriske Qaşim Maqomedov i finalen.